# Кату (мікрорегіон)

Кату на карті штату Баїя

Кату (порт. Microrregião de Catu) — мікрорегіон в Бразилії, входить в штат Баїя. Складова частина мезорегіону Агломерація Салвадор. Населення становить 198 210 осіб на 2005 рік. Займає площу 2,752,659 км². Густота населення — 72 чол./км².

## Склад мікрорегіону
У склад мікрорегіону входять такі муніципалітети:
1. Амелія-Родрігіс
2. Кату
3. Ітанагра
4. Мата-ді-Сан-Жуан
5. Пожука
6. Сан-Себастьян-ду-Пасе
7. Терра-Нова

| Бразилія | Це незавершена стаття з географії Бразилії. Ви можете допомогти проєкту, виправивши або дописавши її. |